# ذو الفقار علي بوتو

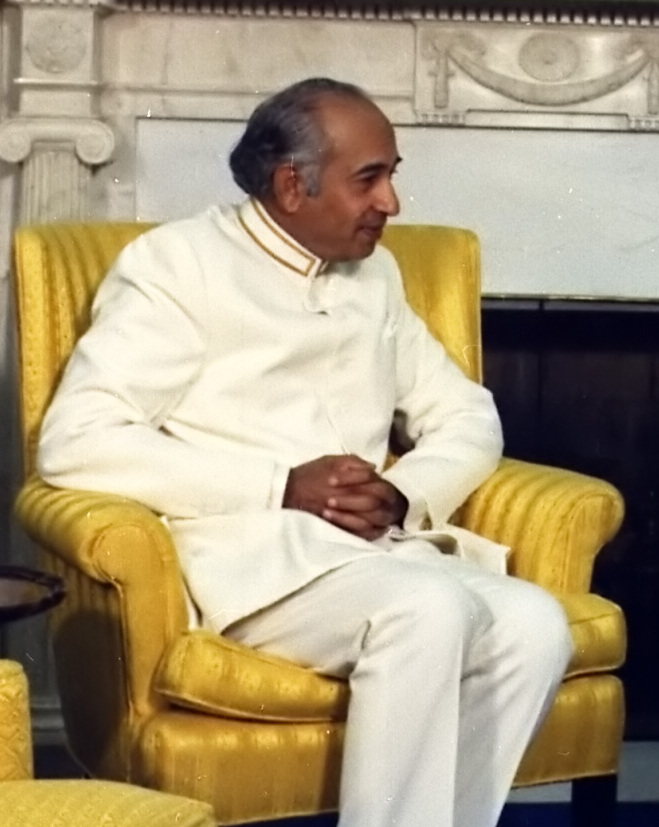
ذو الفقار علي بوتو

ذو الفقار علي بوتو (5 يناير 1928 - 4 أبريل 1979) سياسي باكستاني تدرج في المناصب الرسمية وكان منها: رئيس البلاد (1971 - 1973) ورئيس الوزراء (1973 - 1977). أسس حزب الشعب الباكستاني "PPP" وأُعدم عام 1979 بعد محاكمة مثيرة للجدل لموافقته على اغتيال سياسي معارض في خطوة اعتبرها البعض بدفعٍ من القائد العسكري محمد ضياء الحق.

## الميلاد والنشأة
ولد ذو الفقار علي بوتو عام 1928 في إقليم السند الذي أصبح تابعا لباكستان بعد عام 1947، لعائلة إقطاعية، وكان الولد الثاني للسيد شاه نواز بوتو، وله ابن آخر يكبره واسمه إسكندر ميرزا أحد الشخصيات الباكستانية المعروفة.

### التعليم
تلقى بوتو تعليمه الأولي في المدرسة العليا لكاتدرائية بومباي (مومباي حاليا)، ثم سافر إلى الولايات المتحدة الأميركية لاستكمال دراسته العليا في مجال العلوم السياسية بجامعتي كاليفورنيا الجنوبية عام 1947 وبركلي عام 1949 ثم جامعة أكسفورد في بريطانيا التي نال منها شهادة في الحقوق.

### الحياة الاجتماعية
تزوج ذو الفقار مرتين، الأولى وهو في الثالثة عشرة من عمره من ابنة عمه وهي أميرة خاتون، فهب بوتو لإكمال تعليمه وهي رجعت إلى أهلها ولم ينجب منها. والثانية من نصرت إصفهاني، الإيرانية، عام 1951 وأنجب منها أربعة من الأولاد أكبرهم بينظير التي أصبحت أول رئيسة وزراء في باكستان عام 1988.

## التوجهات الفكرية
تأثر بوتو بشخصية مؤسس دولة باكستان الحديثة محمد علي جناح. وكان يؤمن بما أسماه الاشتراكية الإسلامية تارة والاشتراكية الديمقراطية تارة أخرى. وارتدى لباسا يشبه الزي الذي كان يرتديه القادة الاشتراكيون في الصين. ويعتبر مؤسسات المجتمع المدني صمام أمان بالنسبة للمجتمع الحر. ويدعو إلى سيطرة الدولة على المؤسسات الإنتاجية الحيوية حتى لا تشعر الطبقات الفقيرة بوطأة متطلبات التنمية.

## تاريخه السياسي
اشتغل بوتو فور انتهائه من دراساته بالخارج في مهنة المحاماة. ولمع اسمه على المستوى القومي للمرة الأولى عام 1954 بسبب مواقفه الرافضة للدعاوى الانفصالية التي بدأت بوادرها في الظهور بين باكستان الغربية والشرقية. ازدادت شهرته بعد أن سافر ضمن الوفد الباكستاني لحضور جلسة الجمعية العامة للأمم المتحدة عام 1957 والتي ألقى فيها الخطاب الرسمي لبلاده وكان عن العلاقات الهندية الباكستانية. رأس وفد بلاده أيضا في أول مؤتمر دولي يعقد في جنيف بسويسرا تحت إشراف الأمم المتحدة عام 1958 لمناقشة القانون الدولي للبحار.

### وزيرا للتجارة
كان أول منصب سياسي رفيع يتولاه بوتو في حكومة الرئيس إسكندر علي ميرزا هو وزارة التجارة عام 1958.

### وزيرا للخارجية
وفي الفترة من 1963 إلى 1966 شغل بوتو منصب وزير الخارجية، وكان من أهم إنجازاته خلال تلك الفترة زيادة فعالية السياسة الخارجية الباكستانية ضمن دول عدم الانحياز. وتوصله إلى اتفاقية للحدود مع الصين في 2 مارس 1963 إضافة إلى تطويره لعلاقات باكستان بكل من تركيا وإيران ودول العالم العربي.

### دوره في المشكلة الكشميرية
لعب ذو الفقار علي بوتو دورا مهما في المشكلة الكشميرية إبان عمله وزيرا للخارجية، وكان يمثل دائما الخط المتشدد داخل الحكومة في ما يتعلق بطرق حل هذه القضية.
واستطاع في عام 1965 إقناع الرئيس محمد أيوب خان بالهجوم على الأراضي الكشميرية الخاضعة للسيادة الهندية وهو ما أشعل الحرب الثانية بين الهند وباكستان. ولم يستطع الجيش الباكستاني تحقيق نصر حاسم على الهند، الأمر الذي دفع بالرئيس محمد أيوب خان إلى توقيع اتفاقية سلام مع الهند في يناير 1966 عرفت باسم اتفاقية طشقند.

## أمينا عاما لحزب الشعب الباكستاني
ترك ذو الفقار علي بوتو الحكومة عام 1966 بعد أن تفاقمت الخلافات بينه وبين الرئيس محمد أيوب خان بشأن اتفاقية طشقند وأسس عام 1967 حزب الشعب الباكستاني واختير أمينا عاما له وحدد الأسس التي تقوم عليها المنطلقات الفكرية للحزب في النقاط التالية:
- المحافظة على العقيدة الإسلامية.
- اعتبار الديمقراطية أساسا لسياسات الحزب.
- قيام النظام الاقتصادي على المبادئ الاشتراكية.
- حصر السلطة بيد الشعب.

وقد لقي هذا الحزب تأييدا واسعا لدى قطاعات عريضة من الباكستانيين وبالأخص في الأوساط الطلابية ولا سيما بعد أن راح بوتو يتهم الجيش بالتقصير في حرب 1965 ويطالب الحكومة بمزيد من الديمقراطية ويتهمها بسوء استعمال السلطة. كان من نتيجة هذه الانتقادات الحادة أن ألقي القبض عليه واعتقل لمدة ثلاثة أشهر خلال عام 1968. سببت انتقادات بوتو تنامي الغضب الشعبي تجاه حكومة محمد أيوب خان مما أجبره في النهاية على الاستقالة عام 1969 ليتولى السلطة بعده أغا محمد يحيى خان.

## رئيسا للجمهورية
هزمت باكستان في حرب 1971 أمام الهند، وكان من أهم نتائج هذه الهزيمة انفصال باكستان الشرقية تحت مسمى بنغلاديش، ولم يستطع الرئيس أغا محمد يحيى خان تحمل تبعات هذه الهزيمة فقدم استقالته ليتولى الحكم من بعده ذو الفقار علي بوتو الذي فاز حزبه بأغلبية الأصوات في باكستان الغربية أثناء الانتخابات البرلمانية التي كانت قد جرت في ديسمبر/ كانون الأول 1970. وخلال تولي بوتو الرئاسة كان من أهم إنجازاته:
- اتخاذ عدة إجراءات وقرارات هامة لتحديث الصناعة الباكستانية عموما من ناحية وفرض سيطرة الدولة على الصناعات الرئيسية من ناحية أخرى.
- قرار انسحاب بلاده من الكومنولث بعد اعتراف بريطانيا والدول الغربية بدولة بنغلاديش الجديدة.
- نجاحه في حصول باكستان على مفاعل ذري من فرنسا وهو ما أثار أزمة داخل المعسكر الغربي آنذاك.
- توصله عام 1972 إلى اتفاقية سياسية مع الهند عرفت باسم «اتفاقية شملا» مهدت الطريق أمام استعادة باكستان الأراضي التي سيطرت عليها الهند في حرب عام 1971.
- انتهاء مشكلة أسرى الحرب الذي ألقت الهند القبض عليهم في باكستان الشرقية عام 1971.
- تشجيع صناعة الحديد والصلب في باكستان.
- تأميم كل البنوك العاملة في باكستان.
- استضافة بلاده للقمة الثانية للدول الإسلامية التي بلغ عدد الحضور آنذاك 38 دولة.

## رئيسا للوزراء
في عام 1973 وبعد أن أقرت الجمعية الوطنية دستور البلاد أصبح ذو الفقار علي بوتو رئيسا للوزراء.

## إعدامه
استمر حكم ذي الفقار علي بوتو في منصبه حتى عام 1977 حينما نجح انقلاب عسكري قاده الجنرال ضياء الحق في إلقاء القبض عليه وإيداعه السجن بتهمة الابتعاد عن الممارسات الديمقراطية، ووضع ضباط الانقلاب ابنته بنظير تحت الإقامة الجبرية، ولم تفلح الوساطات الإسلامية والدولية في الإفراج عنه. عندما أعلن الجنرال ضياء الحق عن الحكم عليه بالإعدام، ندد بشكل رسمي خمسة وخمسون رئيس دولة بهذا الحكم.
في 4 أبريل 1979 نفذ فيه حكم الإعدام ليودع الحياة السياسية الباكستانية عن عمر يناهز 51 عاما.

## روابط خارجية
- ذو الفقار علي بوتو على موقع IMDb (الإنجليزية)
- ذو الفقار علي بوتو على موقع الموسوعة البريطانية (الإنجليزية)
- ذو الفقار علي بوتو على موقع مونزينجر (الألمانية)
- ذو الفقار علي بوتو على موقع إن إن دي بي (الإنجليزية)